# Khorixas
Khorixas es un pueblo en el distrito del mismo nombre en la región administrativa de Namibia llamada Kunene.
Para la fecha del censo de población de 2001, el pueblo tenía 10.906 habitantes; la mayoría de ellos de la etnia damara.
Durante el periodo de ocupación de Namibia (entonces llamado África del Sudoeste) por parte de Sudáfrica, y mientras se aplicaron las políticas de desarrollo separado del apartheid, el pueblo sirvió como capital administrativa del bantustán de Damaralandia.

## Otros distritos electorales
- Epupa
- Opuwo
- Outjo
- Sesfontein
- Kamanjab